# Soubala
Soubala est une localité et une commune rurale du Mali de l'arrondissement central de Diallassagou, dans le cercle de Diallassagou et la région de Bandiagara.

## Villages
La commune s'étend sur 9 localités relevées lors du recensement général de 2009. 
Les villages les plus peuplés sont :
- Soubala (2 745 habitants)
- Soguina (1 733 habitants)
- Goumouni (1 546 habitants)